# Бесерра, Исаак
Исаак Бесерра Альгуасиль (исп. Isaac Becerra Alguacil; род. 18 июня 1988, Бадалона) — испанский футболист, вратарь клуба «Химнастик».

## Биография
Исаак занимался в таких академии «Барселоны» и «Эспаньола». 20 мая 2007 году, в возрасте 18 лет, дебютировал за дубль «Эспаньола» в матче против "Алькояно (0:2). В сезоне 2007/08 сыграл всего лишь две встречи и пропустил пять мячей. В следующем сезоне провёл 12 матчей и пропустил 21 мячей.
В 2009 году, «Эспаньол» отдал вратаря в Грецию, в клуб «Паниониос». После возвращения из аренды перешёл в «Кастилью», где провёл три матча и пропустил 4 мяча.
29 июня 2012 года Бесерра вернулся в Каталонию, подписав двухлетний контракт с представителем «Ла Лиги 2» — «Жирона». В первом сезоне сыграл восемь матчей и пропустил 15 мячей.
20 февраля 2014 года продлил контракт на два года. В сезоне 2014/15 принял участии во всех матчах чемпионата — 42 матча пропустив 35 мячей.
В апреле 2016 года был признан лучшим игроком месяца в «Ла Лиги 2», пропустив один мяч в пяти матчах. По итогу сезона, «Жирона» пропустила 28 мячей.
23 июня 2016 года подписал контракт на три года с клубом «Реал Вальядолид», сменим в качестве свободного агента «Жирону»

## Достижение

### Командные
«Реал Мадрид Кастилья»
- Победитель Сегунды Б (1): 2011/12

Сборная Испании
- Чемпион Европы среди юношей до 19 лет (1): 2007

### Личные
- Признан лучшим игроком года в «Ла Лиги 2» (1): 2014/15
- Лучший игрок месяца в «Ла Лиги 2» (1): апрель 2016
- Обладатель Трофея Рикардо Саморы («Ла Лиги 2»): 2015/16

## Ссылка
- Профиль на сайте «Вальядолида»
- Профиль на сайте Soccerway (англ.)
- Профиль игрока (англ.) на сайте Transfermarkt